# War of the Colossal Beast
War of the Colossal Beast – amerykański film science fiction z 1958 roku w reżyserii Berta I. Gordona. Bezpośrednia kontynuacja Zdumiewająco kolosalnego człowieka.

## Fabuła
W Guavos w Meksyku policja prowadzi dochodzenie w sprawie napadów na ciężarówek dostarczających żywność. Jednym z podejrzanych jest młody chłopak Miguel, który leczy się z doznanego szoku.
W Los Angeles Joyce Manning, słysząc o sprawie, kontaktuje się z właścicielem skradzionych ciężarówek – Johnem Swansonem. Towarzyszący jej major Baird pyta się Swansona, czy nie zauważył coś niezwykłego. Joyce wyjaśnia, że za tym może stać jej brat Glenn, który po wystawieniu się na działanie bomby plutonowej urósł do 60 stóp wysokości. Nabiera przekonania, że Glenn ochrzczony przez media jako „Kolosalny człowiek” przeżył upadek i ostrzał artylerii w związku z nieodnalezieniem jego ciała.
Joyce jedzie do Guavos, gdzie chce nawiązać kontakt z Miguelem. Ten majaczy coś o olbrzymie. Przybyli na miejsce dr Carmichael i Baird wraz z Joyce i lokalnym sierżantem policji Murillo analizują miejsce, gdzie znaleziono Miguela. Odkrywają gigantyczny ślad po ludzkiej stopie. W górach szukają dalszych śladów, gdzie znajdują opróżnione ciężarówki Swansona, jak i Kolosalnego człowieka zdeformowanego od ran i zachowującego jak zwierzę.
Następuje akcja schwytania Kolosalnego człowieka, który zażywa pokarm ze środkiem nasennym. Zostaje przewieziony z powrotem do Stanów Zjednoczonych i umieszczony w hangarze wojskowego lotniska. Tam Kolosalny człowiek przypomina swe dawne życie jako Glenn Manning. Uwalnia się z więzów, ale szybko zostaje unieszkodliwiony. Przedstawiciele wojska w rozmowie z burmistrzem wnioskują, że Manning oprócz amnezji może mieć uszkodzenia w mózgu powodujące trwałą psychozę. Podczas testowania pamięci Kolosalnego człowieka, ten ponownie uwalnia się i sieje postrach w Los Angeles. Chce zniszczyć szkolny autobus pełen dzieci, póki Joyce nie przemawia mu do rozsądku. Zdając sobie sprawę z tego, kim się stał i co zrobił, Manning popełnia samobójstwo, porażając się prądem na liniach wysokiego napięcia w pobliżu Obserwatorium Griffitha.

## Obsada
- Dean Parkin – Kolosalny człowiek / Glenn Manning
- Sally Fraser – Joyce Manning
- Roger Pace – major Mark Baird
- Russ Bender – dr Carmichael
- Rico Alaniz – sierż. policji Luis Murillo
- George Becwar – John Swanson
- Robert Hernandez – Miguel
- Raymond Winston – Arthur Lang
- June Burt – Laurie Edwards
- Charles Stewart – kapitan Harris
- George Milan – generał Nelson
- Roy Gordon – burmistrz
- Stan Chambers – prezenter wiadomości KTLA